# Wda

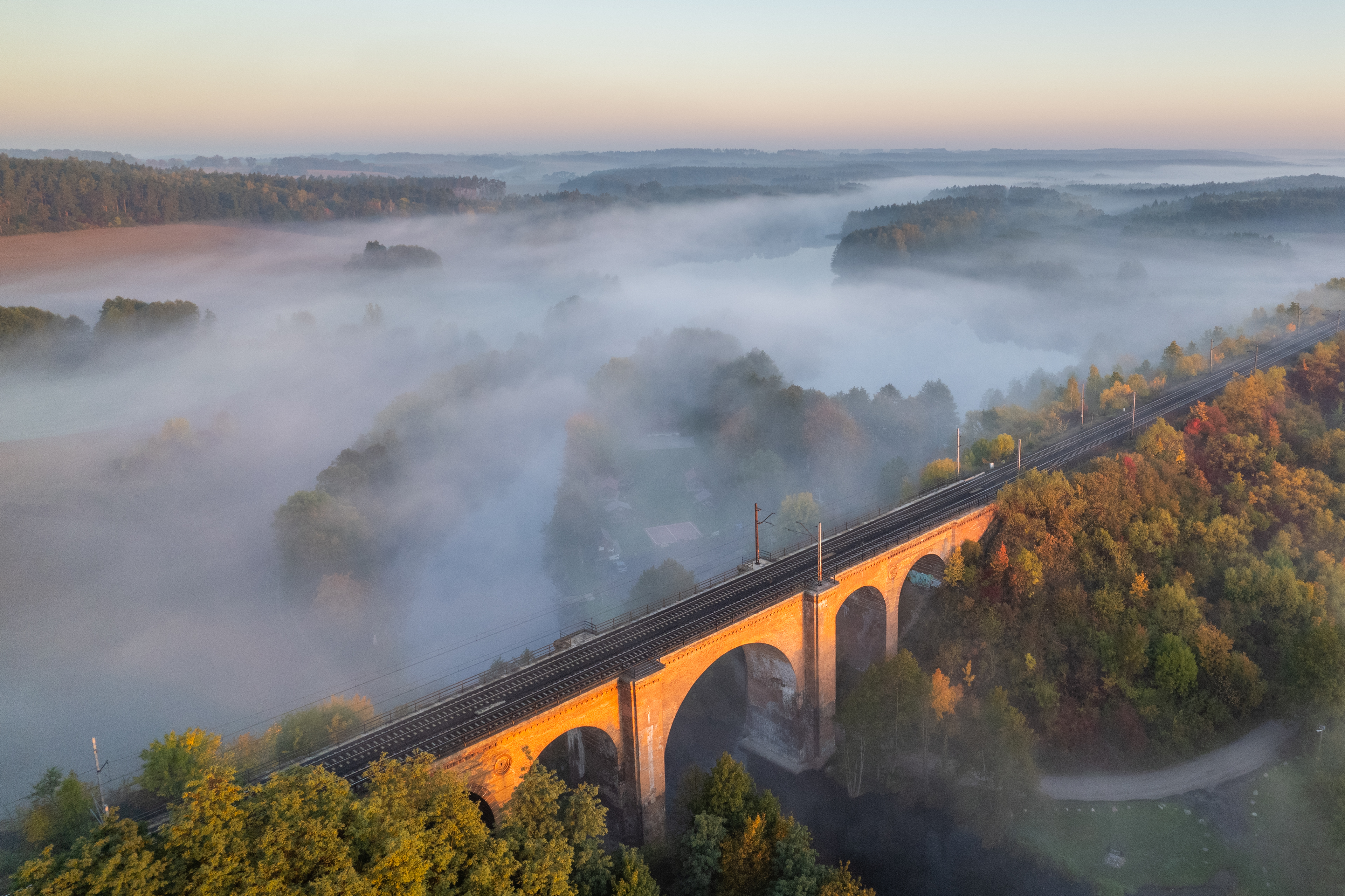
Brug over de Wda bij Swiecie

De Wda is een rivier in het noorden van Polen. De Wda is een zijrivier van de Wisła en heeft een lengte van 198 km en een stroomgebied van 2325 km² (in zijn geheel in Polen). De rivier mondt bij Świecie uit in de Wisła.
De belangrijkste plaatsen langs de Wda zijn:
- Lipusz
- Czarna Woda
- Osie
- Drzycim
- Świecie